# Olympische Geschichte Benins
| Gelbes Symbol für Goldmedaillen mit stilisierten Olympischen Ringen | Graues Symbol für Silbermedaillen mit stilisierten Olympischen Ringen | Braundes Symbol für Bronzemedaillen mit stilisierten Olympischen Ringen |
| ------------------------------------------------------------------- | --------------------------------------------------------------------- | ----------------------------------------------------------------------- |
| —                                                                   | —                                                                     | —                                                                       |

Dachverband der olympischen Bewegung Benins ist das Comité National Olympique et Sportif Béninois (CNOS). Das CNOS wurde 1962 gegründet und noch im selben Jahr vom Internationalen Olympischen Komitee (IOC) anerkannt.
Seit 1972 nehmen Sportler des Landes an Olympischen Sommerspielen teil. Zu Olympischen Winterspielen wurden noch keine Athleten entsandt. Bislang (Stand Dezember 2021) wurden keine Medaillen gewonnen.

## Vorgeschichte
Eineinhalb Jahre nach der Unabhängigkeit des Landes von Frankreich unter dem Namen Dahomey entstand der Gedanke der eigenständigen Mitgliedschaft in der olympischen Familie. Im Februar 1962 wurde das Sekretariat des IOC über diese Pläne informiert. Schließlich kamen am 5. Mai 1962 die Vertreter von sieben nationalen Sportverbänden (Leichtathletik, Basketball, Boxen, Radsport, Fußball, Volleyball und Tennis) zur Gründung des Comité Olympique Dahoméen zusammen. Aus ihren Reihen wählten sie Justin Durand, den Präsidenten des Leichtathletikverbandes, zu ihrem Vorsitzenden. Zum Generalsekretär wurde Adolphe Santos, Präsident des Volleyballverbandes, bestimmt. Einen Monat später gaben die Teilnehmer der 59. Session des IOC in Moskau dem Antrag Dahomeys zur Aufnahme statt.

## 1970er Jahre
Bei den Olympischen Spielen in München 1972 nahmen erstmals Sportler aus Benin teil. Die dreiköpfige Mannschaft, zwei Boxer und ein Leichtathlet, trat in München unter dem Namen Dahomey an. Erster Olympionike war am 27. August 1972 der Bantamgewichtsboxer Leopold Agbazo. Zu den Spielen 1976 in Montreal wurden keine Sportler entsandt, das Land folgte dem Boykottaufruf der afrikanischen Länder.

## 1980er Jahre
1980 in Moskau nahm mit 16 Athleten die bislang (Stand 2017) größte Mannschaft des Landes an Olympischen Spielen teil, diesmal unter dem Landesnamen Benin, was seitdem beibehalten wurde. In Moskau startete zum ersten Mal eine Frau aus Benin. Am 25. Juli 1980 trat Edwige Bancole im 100-Meter-Lauf an.
1984 in Los Angeles nahmen drei Boxer teil, 1988 in Seoul trat erstmals ein Judoka aus Benin an.

## 1992 bis heute

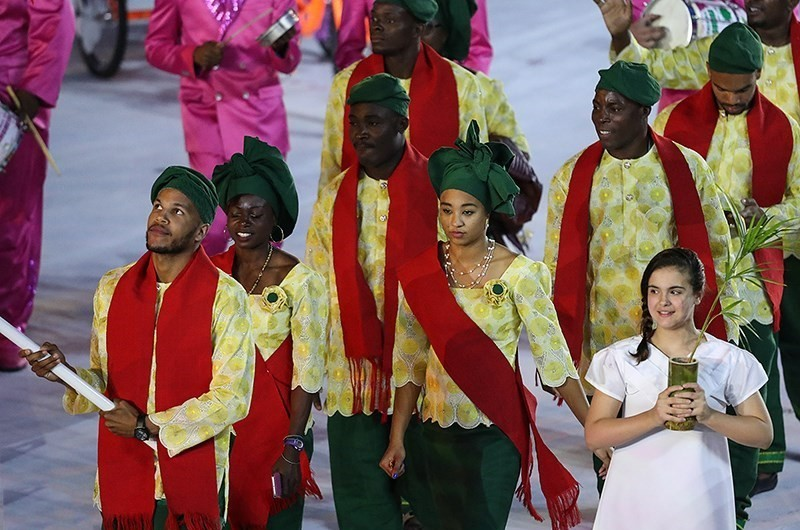
Einmarsch 2016 in Rio, angeführt vom Fahnenträger, dem Fechter Yémi Apithy

1992 in Barcelona gingen erstmals Radsportler aus Benin an den Start. Nachdem 1996 in Atlanta nur Leichtathleten teilnahmen, traten 2000 in Sydney erstmals ein Tennisspieler und ein Taekwondoin an. Zu den Spielen 2004 in Athen wurden erstmals Schwimmer entsandt, zu den Spielen 2016 in Rio de Janeiro erstmals ein Fechter. 2020 in Tokio nahm erstmals ein Sportler aus Benin an Ruderwettbewerben teil.

## Olympische Akademie und Olympisches Museum
Am 30. Oktober 1985 wurde in Cotonou im Beisein des IOC-Präsidenten Juan Antonio Samaranch die Olympische Akademie der Volksrepublik Benin eröffnet, das seither Studenten Seminare und Kolloquien zu sportbezogenen Themen anbietet. Am 12. Juni 1988 wurde in der beninischen Hauptstadt ein Olympisches Museum eingeweiht. Es stellt anhand von Biografien, Briefmarkensammlungen und einer Kollektion von Anstecknadeln die olympische Geschichte des Landes dar.

## Allgemeine Übersicht

### Sommerspiele
| Jahr      | Athleten           | Athleten           | Athleten           | Sportarten         | Sportarten         | Sportarten         | Sportarten         | Sportarten         | Sportarten         | Sportarten         | Sportarten         | Sportarten         | Medaillen          | Medaillen          | Medaillen          | Medaillen          |                    |
| Jahr      | Gesamt             |                    |                    |                    |                    |                    |                    |                    |                    |                    |                    |                    |                    |                    |                    | Medaillen – Gesamt | Rang               |
| --------- | ------------------ | ------------------ | ------------------ | ------------------ | ------------------ | ------------------ | ------------------ | ------------------ | ------------------ | ------------------ | ------------------ | ------------------ | ------------------ | ------------------ | ------------------ | ------------------ | ------------------ |
| 1896–1968 | nicht teilgenommen | nicht teilgenommen | nicht teilgenommen | nicht teilgenommen | nicht teilgenommen | nicht teilgenommen | nicht teilgenommen | nicht teilgenommen | nicht teilgenommen | nicht teilgenommen | nicht teilgenommen | nicht teilgenommen | nicht teilgenommen | nicht teilgenommen | nicht teilgenommen | nicht teilgenommen | nicht teilgenommen |
| 1972      | 3                  | 3                  | 0                  | 2                  |                    |                    | 1                  |                    |                    |                    |                    |                    |                    |                    |                    |                    |                    |
| 1976      | nicht teilgenommen | nicht teilgenommen | nicht teilgenommen | nicht teilgenommen | nicht teilgenommen | nicht teilgenommen | nicht teilgenommen | nicht teilgenommen | nicht teilgenommen | nicht teilgenommen | nicht teilgenommen | nicht teilgenommen | nicht teilgenommen | nicht teilgenommen | nicht teilgenommen | nicht teilgenommen | nicht teilgenommen |
| 1980      | 16                 | 15                 | 1                  | 7                  |                    |                    | 9                  |                    |                    |                    |                    |                    |                    |                    |                    |                    |                    |
| 1984      | 3                  | 3                  | 0                  | 3                  |                    |                    |                    |                    |                    |                    |                    |                    |                    |                    |                    |                    |                    |
| 1988      | 7                  | 6                  | 1                  |                    |                    | 1                  | 6                  |                    |                    |                    |                    |                    |                    |                    |                    |                    |                    |
| 1992      | 6                  | 4                  | 2                  |                    |                    |                    | 4                  | 2                  |                    |                    |                    |                    |                    |                    |                    |                    |                    |
| 1996      | 5                  | 4                  | 1                  |                    |                    |                    | 5                  |                    |                    |                    |                    |                    |                    |                    |                    |                    |                    |
| 2000      | 4                  | 3                  | 1                  |                    |                    |                    | 2                  |                    |                    |                    | 1                  | 1                  |                    |                    |                    |                    |                    |
| 2004      | 4                  | 2                  | 2                  |                    |                    |                    | 2                  |                    |                    | 2                  |                    |                    |                    |                    |                    |                    |                    |
| 2008      | 5                  | 3                  | 2                  |                    |                    |                    | 2                  |                    |                    | 2                  | 1                  |                    |                    |                    |                    |                    |                    |
| 2012      | 5                  | 4                  | 1                  | 1                  |                    | 1                  | 2                  |                    |                    | 1                  |                    |                    |                    |                    |                    |                    |                    |
| 2016      | 6                  | 4                  | 2                  |                    | 1                  | 1                  | 2                  |                    |                    | 2                  |                    |                    |                    |                    |                    |                    |                    |
| 2020      | 7                  | 4                  | 3                  |                    |                    | 1                  | 3                  |                    | 1                  | 2                  |                    |                    |                    |                    |                    |                    |                    |
| 2024      | 5                  | 3                  | 2                  |                    |                    | 1                  | 2                  |                    |                    | 2                  |                    |                    |                    |                    |                    |                    |                    |
| Gesamt    | Gesamt             | Gesamt             | Gesamt             | Gesamt             | Gesamt             | Gesamt             | Gesamt             | Gesamt             | Gesamt             | Gesamt             | Gesamt             | Gesamt             | 0                  | 0                  | 0                  | 0                  |                    |

### Winterspiele
| Jahr      | Athleten           | Athleten           | Athleten           | Sportarten         | Medaillen          | Medaillen          | Medaillen          | Medaillen          |                    |
| Jahr      | Gesamt             |                    |                    | Sportarten         |                    |                    |                    | Medaillen – Gesamt | Rang               |
| --------- | ------------------ | ------------------ | ------------------ | ------------------ | ------------------ | ------------------ | ------------------ | ------------------ | ------------------ |
| 1924–2022 | nicht teilgenommen | nicht teilgenommen | nicht teilgenommen | nicht teilgenommen | nicht teilgenommen | nicht teilgenommen | nicht teilgenommen | nicht teilgenommen | nicht teilgenommen |
| Gesamt    | Gesamt             | Gesamt             | Gesamt             | Gesamt             | 0                  | 0                  | 0                  | 0                  |                    |

## Liste der Medaillengewinner

### Goldmedaillen
Bislang (Stand August 2024) keine Goldmedaillen

### Silbermedaillen
Bislang (Stand August 2024) keine Silbermedaillen

### Bronzemedaillen
Bislang (Stand August 2024) keine Bronzemedaillen